# Les Vastres
Les Vastres é uma comuna francesa na região administrativa de Auvérnia-Ródano-Alpes, no departamento de Alto Loire. Estende-se por uma área de 31 km². Em 2010 a comuna tinha 206 habitantes (densidade: 6,6 hab./km²).